# Schwermetallrasen bei Lautenthal
Schwermetallrasen bei Lautenthal este o arie protejată (arie specială de conservare — SAC, sit de importanță comunitară — SCI) din Germania întinsă pe o suprafață de 12 ha, integral pe uscat.

## Localizare
Centrul sitului Schwermetallrasen bei Lautenthal este situat la coordonatele 51°51′57″N 10°17′45″E / 51.8658°N 10.2958°E.

## Înființare
Situl Schwermetallrasen bei Lautenthal a fost declarat sit de importanță comunitară în iunie 2000 pentru a proteja un număr necunoscut de specii din flora spontană și fauna sălbatică aflate în arealul zonei. Situl a fost protejat și ca arie specială de conservare în noiembrie 2018.

## Biodiversitate
Situată în ecoregiunea continentală, aria protejată conține 2 habitate naturale: Pajiști calaminariene cu Violetalia calaminariae, Liziere de ierburi înalte hidrofile de câmpie și de nivel montan până la alpin.
La baza desemnării sitului se află un număr nedeclarat de specii protejate.